# Saint-Albain
Saint-Albain – miejscowość i gmina we Francji, w regionie Burgundia-Franche-Comté, w departamencie Saona i Loara. Nazwa miejscowości pochodzi od imienia św. Albana.
Według danych na rok 1990 gminę zamieszkiwało 406 osób, a gęstość zaludnienia wynosiła 72 osoby/km² (wśród 2044 gmin Burgundii Saint-Albain plasuje się na 523. miejscu pod względem liczby ludności, natomiast pod względem powierzchni na miejscu 1199.).